# Margarella
Margarella är ett släkte av snäckor. Margarella ingår i familjen pärlemorsnäckor.
Kladogram enligt Catalogue of Life:
| Margarella | \| \| Margarella antipoda \| \| \| \| \| \| Margarella fulminata \| \| \| \| \| \| Margarella turneri \| \| \| \| |
|            | \| \| Margarella antipoda \| \| \| \| \| \| Margarella fulminata \| \| \| \| \| \| Margarella turneri \| \| \| \| |
|            | Margarella antipoda                                                                                               |
|            | |
|            | Margarella fulminata                                                                                              |
|            | |
|            | Margarella turneri                                                                                                |
|            | |

## Bildgalleri

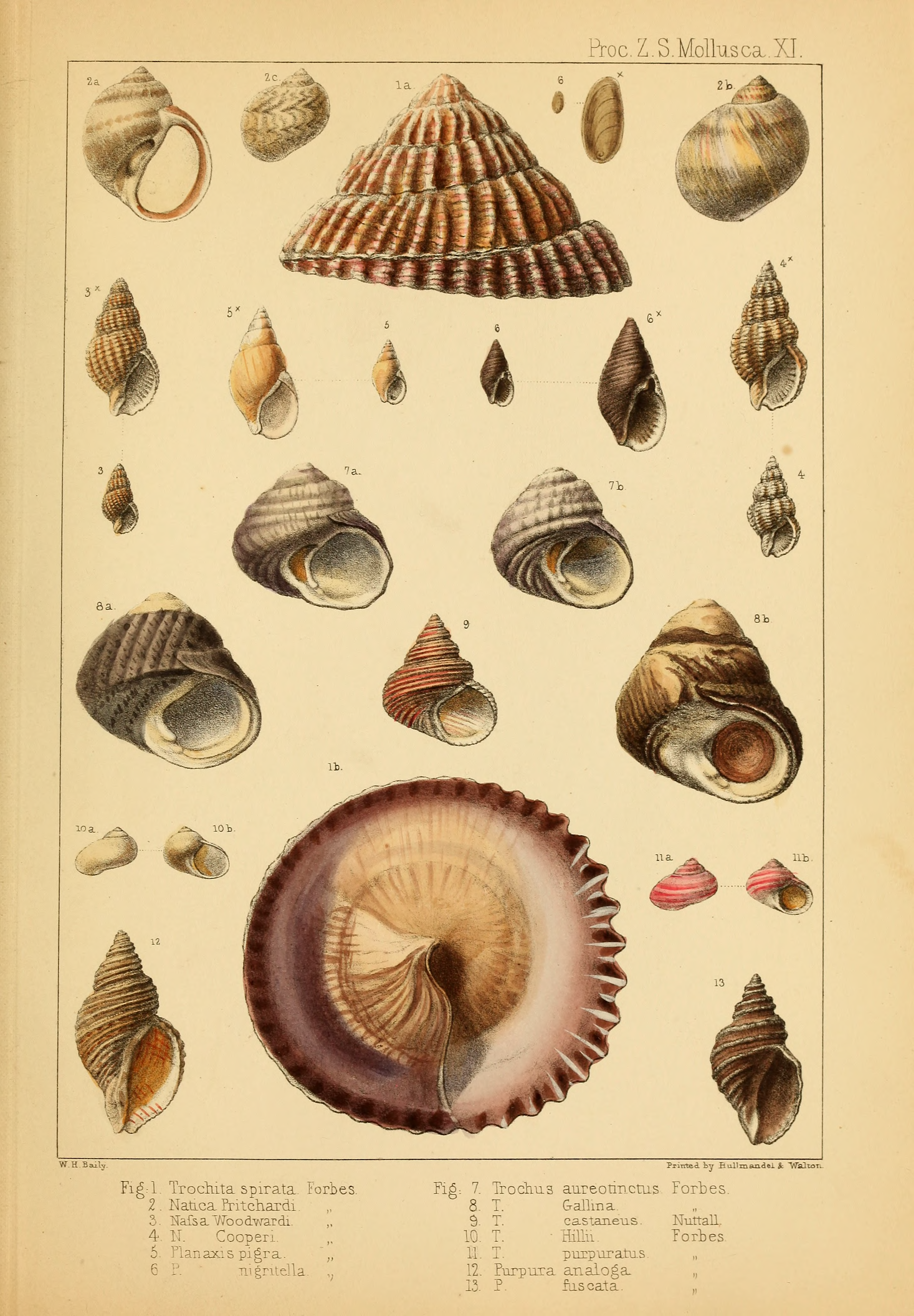